# Gusev
Gusev ou Gussew ( alemão Gumbinnen, russo Гусев) é a cidade-capital do distrito (raion) de Gusevsky, situada no enclave russo de Kaliningrado. Está localizada perto da fronteira da Lituânia, ao leste de  Chernyakhovsk. 

## História
Com o nome de  Gumbinnen, a cidade  Prussiana da  Província da Prússia Oriental passou a fazer parte do Império Alemão quando ocorreu a Unificação Alemã em 1871. A Batalha de  Gumbinnen, a principal batalha do front oriental da Primeira Guerra Mundial, ocorreu nas proximidades,  em agosto de 1914.
Durante a época nazista, Gumbinnen era uma sub-região militar da área militar de  Königsberg. 
Em 21 de janeiro de 1945, Gumbinnen foi capturada pelo Exército Vermelho, sendo rebatizada no ano seguinte com o nome de  Gusev (em russo Гусев, em homenagem ao oficial soviético Sergei Ivanovich Gusev (em russo Сергей Иванович Гусев), nascido em 1918, e morto em ação nesta batalha. 
A cidade apresentava em 2002, segundo o censo russo, uma população de 28 467 habitantes.